# Domanda e offerta

Il prezzo P di un prodotto, che rende massimo il ricavo, è determinato dall'equilibrio tra le due curve della domanda D e dell'offerta S. Il grafico mostra l'effetto di una crescita della curva di domanda da D1 a D2: il prezzo P e la quantità totale Q venduta aumentano ambedue.

Domanda e offerta, in economia, sono concetti che indicano la richiesta, o l'acquisto, e la vendita di beni e/o servizi. La compravendita avviene nel mercato, dove le quantità di domanda e di offerta determinano i prezzi. I due concetti sono usati sia in microeconomia che in macroeconomia.

## Domanda
In microeconomia, per domanda s'intende la quantità di consumo richiesta dal mercato e dai consumatori di un certo bene o servizio, dato un determinato prezzo e quanto di quel bene o servizio acquisterebbero se tale prezzo variasse.
In macroeconomia, per la scuola neoclassica, la domanda collettiva/aggregata è l'insieme delle domande dei singoli consumatori in una nazione.
Ci sono diversi fattori che influenzano la domanda:
- Il prezzo del bene acquistato;
- Il prezzo dei beni complementari e succedanei;
- Il reddito del consumatore;
- Le aspettative soggettive dei consumatori;
- Il costo del denaro;
- L'elasticità o la rigidità della domanda;
- Bisogni del consumatore.

### Caratteristiche della domanda
La domanda si caratterizza principalmente per tre fattori:
- Concentrazione della domanda: la domanda può costituirsi di un unico acquirente (in genere in una ben definita area geografica, ad esempio un'impresa produttrice di binari ferroviari in Italia ha come unico acquirente le Ferrovie dello Stato) e in tal caso si parla di monopsonio; di pochi grandi acquirenti e si parla di oligopsonio; oppure di tanti piccoli acquirenti per cui si parla di domanda polverizzata.
- Elasticità della domanda: indica la variabilità della domanda in relazione ad una determinata variabile (prezzo, reddito, ecc.). Una domanda molto elastica varia notevolmente in seguito ad un minimo aumento/riduzione del prezzo. Ad una domanda infinitamente elastica corrisponde una curva del tutto orizzontale, dato che i consumatori acquistano la quantità massima di un bene in corrispondenza di un singolo prezzo.
- Differenziazione della domanda, che definisce tante più domande (e offerte) quanto più sono i segmenti di mercato.

#### Domanda e offerta
Caratteristiche curva di domanda:

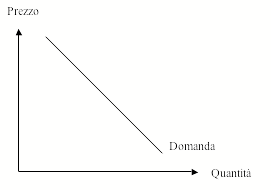
Grafico della domanda individuale

- In generale tutte le curve di domanda hanno pendenza negativa, questo significa che più il prezzo di un bene o servizio è alto, meno ne viene richiesto. Viceversa più un bene o servizio è a buon mercato, più ne viene venduto. La relazione tra quantità e prezzo è dunque inversa. I beni per cui la funzione di domanda ha pendenza positiva sono detti beni di Giffen.

#### Domanda di mercato

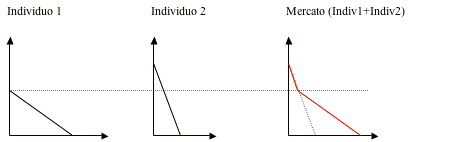
Grafico della domanda di mercato

Per ottenere la domanda di mercato bisogna sommare orizzontalmente tutte le domande individuali. Graficamente:
- la pendenza (e quindi la relazione) rimane negativa ma può cambiare (rimane uguale solo in caso tutte le pendenze siano perfettamente uguali);
- mentre la curva, detta funzione di domanda "a gomito", si sposta verso destra (la quantità richiesta aumenta se sommiamo tutte le curve).

Influiscono sulla domanda di mercato:
- gusti e redditi dei consumatori;
- i prezzi degli altri beni di consumo;
- l'aumento demografico che porta la curva a slittare verso destra;
- la concentrazione del reddito nazionale.

Se la domanda è molto elastica rispetto al prezzo, la curva del grafico sarà tendenzialmente piatta, dato che ad una piccola variazione di prezzo corrisponde una notevole variazione nella richiesta.

## Offerta
In economia, per offerta si intende la quantità di un certo bene o servizio che viene messa in vendita in un dato momento a un dato prezzo.
Si suppone che per ogni bene si possa tratteggiare una curva di offerta (curva con pendenza positiva per la legge dei rendimenti decrescenti), rappresentante le diverse quantità messe in vendita dalle imprese di un bene o servizio in corrispondenza di ciascun prezzo.
Le caratteristiche dell'offerta influenzano il prezzo e il tipo di mercato per un dato bene. Essa viene influenzata da diversi fattori:
- Costi di produzione: la diminuzione dei salari percepiti dagli operai nel settore, abbassa i costi e incrementa l'offerta.
- Tecnologia: migliore tecnologia comporta un'iniziale spesa maggiore per la Ricerca e lo Sviluppo, ma poi riduce i costi di produzione e incrementa l'offerta.
- Prezzi.
- Politiche governative: l'abolizione dei dazi doganali determina un aumento dell'offerta dei prodotti esportabili.

Se esiste un solo venditore si parla di monopolio, di duopolio nel caso vi siano due soli venditori, di oligopolio se i venditori sono pochi. In presenza di moltitudini di venditori, ognuno dei quali non è in grado di determinare il prezzo di vendita si parla di "concorrenza perfetta".
L'offerta individuale di un bene è la quantità di quel bene che i venditori sono disposti a offrire sul mercato in un determinato momento e a un certo prezzo. L'offerta collettiva è l'insieme delle offerte individuali.

## Curva di offerta del lavoro
Il lavoro non è un bene omogeneo. Nel caso del lavoro, la domanda è fatta dalle imprese, mentre l'offerta è fornita dai lavoratori.
Il lavoro è caratterizzato da una retta a pendenza negativa (con assi con ordinata W, profitto, e ascissa L, lavoro) e da differenziali compensativi: si tende a pagare di più per lavori che nessuno vuole fare.
- La curva di offerta del lavoro è una curva simile all'offerta, ma con un'involuzione finale che riporta la curva verso quantità di lavoro minori. Questo perché, più il salario tende a salire più l'utilità marginale diventa piccola; per questa ragione, la curva S, per W molto alti, tende a diventare verticale o addirittura a tornare indietro.
- Significativo è sottolineare la differenza tra non lavoratori e disoccupati: mentre i primi hanno scelto di non lavorare, i secondi sono disposti a lavorare al salario corrente ma non trovano lavoro.